# 加拿大—法國關係
加拿大—法國關係以高度的军事和经济合作为标志，但也有外交不和的时期，主要是在魁北克的地位问题上。
根据2014年BBC世界服务的民意调查，64%的加拿大人对法国的影响持正面看法，20%的人持负面看法，87%的法国人对加拿大的影响持正面看法，6%的人持负面看法。

## 历史

### 欧洲殖民

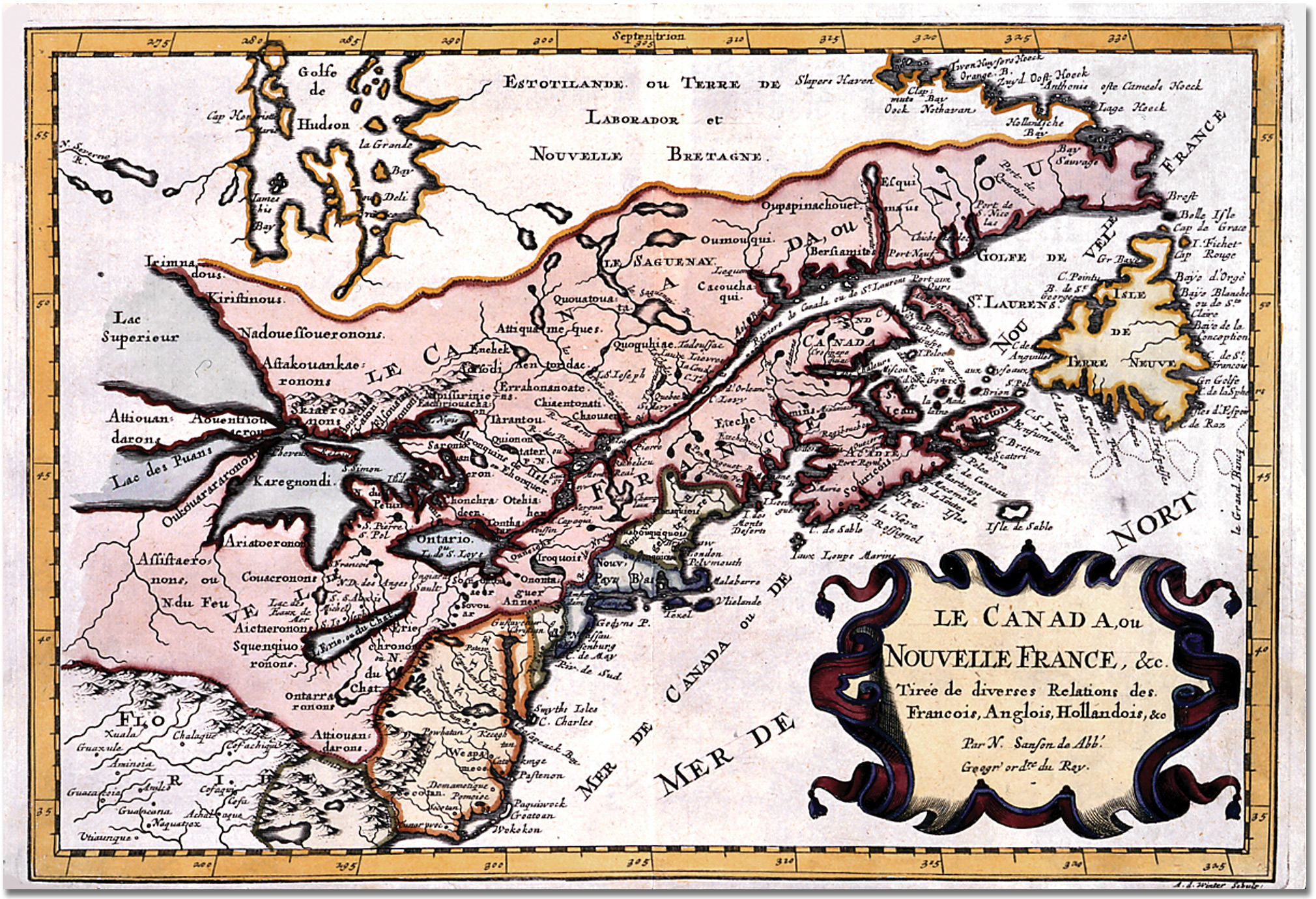
描绘新法兰西的地图，即现在的加拿大

1720年，英国人控制了纽芬兰、新斯科舍、加拿大北部和西部大部分地区，但除此之外，几乎整个加拿大东部，从拉布拉多海岸、大西洋沿岸到五大湖及更远的地区，都在法国的控制之下。英国人逐渐征服法兰西，最终在1759年詹姆斯·沃尔夫在亚伯拉罕平原的胜利，夺取了法国的北美殖民地。
英国征服加拿大后，法国人继续小规模移民加拿大，直到1792年至1815年英法战争爆发。法国书籍广泛流传，法国大革命导致许多保守的难民到加拿大寻求庇护。美国独立战争后，加拿大讲英语的人口也迅速增长。1793年以后，讲法语的农村居民对法国的看法变得消极起来。作为英国臣民，这些居民在他们保守的牧师和地主的领导下，拒绝了法国大革命的不敬神明、弑君和反天主教迫害。居民们支持英国在1812年对抗美国的战争。许多加拿大人自1534年定居以来也讲法语。

### 加拿大自治领
在加拿大历史早期，外交事务是由英国政府控制的。加拿大反对这些法律障碍，以促进其利益。1878年，加拿大驻伦敦的非正式代表亚历山大·高尔特试图与法国签订一项商业条约，但对法国的关税优惠违反了英国的政策。伦敦的外交部不支持加拿大的主权外交，法国开始对外国航运征收新关税，并开始实施保护的总体政策。然而，高尔特的努力为加拿大驻伦敦高级专员查尔斯·塔珀爵士在1893年的成功谈判奠定了基础。然而，那个条约是由英国驻法国大使签署的。
1910年，魁北克省派遣自己的代表赫克托·法布尔前往巴黎。联邦政府的回应是要求他成为加拿大在法国的总代理。他和他的继任者菲利普·罗伊非正式地代表了两级政府，直到1912年，新的加拿大政府因为担心可能的利益冲突，要求罗伊辞去在魁北克的职位。

### 世界大战
大国的重新结盟使加拿大成为大英帝国的一部分，而法国恰好赶上了两次世界大战，这两次大战主宰了20世纪上半叶。
在第一次世界大战中，加拿大远征军在法国领土上度过了大部分时间，并帮助法国击退了德国的入侵。在法国的维米岭，发生了加拿大历史上最著名的战役之一。
1917年12月，载有500万磅炸药的法国货轮勃朗峰号意外爆炸，摧毁了新斯科舍省的哈利法克斯，造成2000人死亡，9000人受伤。法国政府特许党卫军勃朗峰号向欧洲运送军需品。法国没有受到指责，对其船长的指控也被撤销。

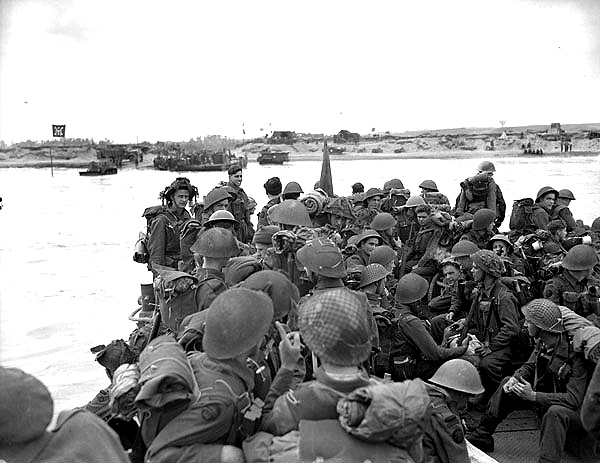
加拿大皇家海军登陆诺曼底，1944年6月

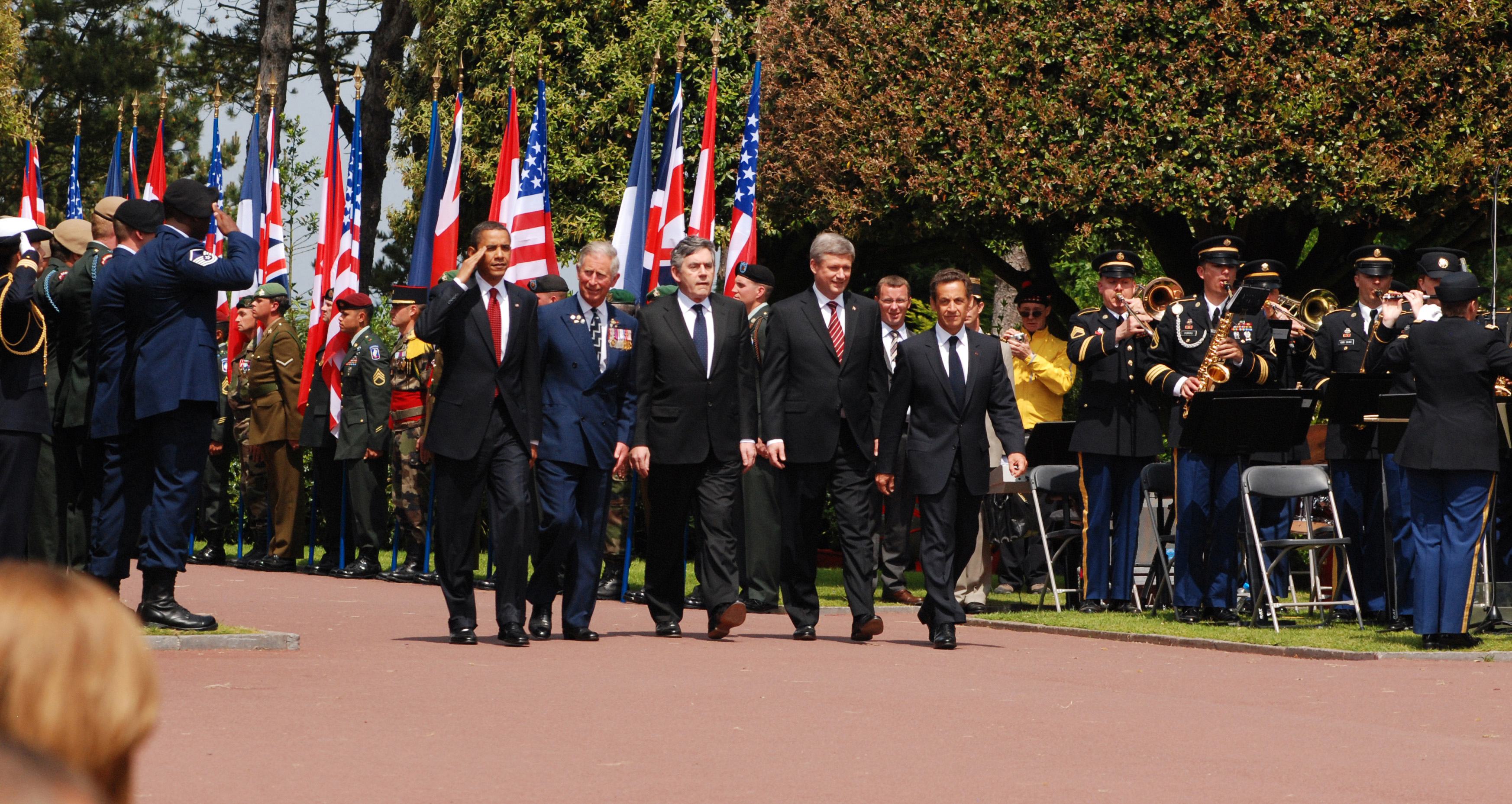
奥巴马总统、查尔斯王子、布朗首相、哈珀总理和萨科齐总统出席诺曼底登陆65周年纪念活动

第二次世界大战期间，加拿大和法国最初是对抗纳粹德国和法西斯意大利的同盟国。1940年法国沦陷后，大多数西方政府都与维希政权断绝了关系，但加拿大与维希政权的关系一直持续到1942年。
加拿大计划对圣皮埃尔和密克隆进行军事入侵。直到1941年底，法国维希政府一直控制着法国，直到海军上将穆埃利尔领导下的自由法国解放，加拿大的入侵才告结束。
最终，加拿大成为戴高乐将军的自由法国军队的重要盟友和坚定支持者。诺曼底登陆后，戴高乐本人经由加拿大人控制的朱诺海滩重新进入法国。1944年，他对渥太华进行了一次豪华的国事访问，离开聚集的人群时，充满激情地喊了一声“加拿大万岁!法兰西万岁!”

### 苏伊士运河危机
在苏伊士运河危机期间，加拿大政府担心西方盟国之间可能会出现越来越大的裂痕。后来成为加拿大总理的莱斯特·B·皮尔逊前往联合国，建议在苏伊士建立一支联合国紧急部队，以“在政治解决方案制定过程中保持边界和平”。法国和英国都拒绝了这个想法，所以加拿大转向了美国。经过几天紧张的外交努力，联合国接受了这个建议，在纳赛尔的同意下派遣了一支不涉及主要同盟（北约和华沙条约组织，尽管加拿大军队也参加了，因为加拿大率先提出了中立部队的想法）的中立部队，稳定了该地区的局势。苏伊士运河危机也促成了新国旗的采用，这面国旗没有提及加拿大过去作为法国和英国殖民地的历史。

### 1967年戴高乐引发的争议
1967年7月，法国前总统戴高乐在对加拿大进行正式国事访问时，在蒙特利尔的10万人面前大声疾呼:“自由魁北克万岁！”在加拿大联邦成立100周年之际，在魁北克悄然革命的背景下，一位广受尊敬的法国政治家和解放者发表了如此挑衅性的讲话，对法加关系以及魁北克与加拿大其他地区的关系产生了广泛的影响。
作为魁北克主权的支持者，戴高乐在随后的几次场合提出了他称之为加拿大“奥匈解决方案”（基于奥匈帝国1867年至1918年奥地利和匈牙利之间的双重君主制联盟），这似乎与后来由瑞内·勒维克倡导的“主权联盟”模式相似。
法国对加拿大政府间关系的干预基本上仍然是外交辞让。事实上，当魁北克在让·勒萨其领导的改革派自由党政府的领导下，摆脱了更加孤立主义的过去，并试图在加拿大联邦和更广泛的法语世界中为自己寻找一个新的位置时，热情而自愿的戴高乐渴望为魁北克新发现的民族主义野心提供援助。

#### 主协议
让魁北克发展一种不同于加拿大的“国际人格”的第一步是让魁北克发展同独立于加拿大的其他国家的关系，许多人认为这是迈向完全独立的一个垫脚石。在戴高乐重新掌权后，法国和魁北克开始定期交换部长和政府官员，这一努力正式开始。例如，勒萨奇总理在1961年至1965年间三次访问戴高乐。